# Rugby a 15 nel 1907

## Attività internazionale

### Tornei per nazioni
|  | Home Championship | Scozia |

### Test e tour
Sistema di punteggio: meta = 3 punti, Trasformazione=2 punti. Punizione= 3 punti. drop calcio da mark= 4 punti. 
- La Nuova Zelanda si reca in tour in Australia

- Secondo test match tra Francia ed Inghilterra:

| Richmond (Londra) 5 gennaio 1907 | Inghilterra | 41 – 13                                              | Francia |  |
| \| \| \| \| \| mete: Lambert (5) Birkett Nanson Shewring Slocock trasf.: Hill (5) Drop: Birkett \| Marcatori \| mete: Muhr Communeau trasf.: Maclos (2) c.p.: Maclos \| |             |                                                      |         |  |
| |             |                                                      |         |  |
| mete: Lambert (5) Birkett Nanson Shewring Slocock trasf.: Hill (5) Drop: Birkett                                                                                        | Marcatori   | mete: Muhr Communeau trasf.: Maclos (2) c.p.: Maclos |         |  |

## Barbarians
I Barbarians hanno disputato i seguenti incontri
| Penarth 29 marzo 1907 | Penarth RFC | 5 – 8 | Barbarians |  |

| Cardiff 30 marzo 1907 | Cardiff RFC | 17 – 0 | Barbarians | Arms Park |

| Devonport 1º aprile 1907 | Devonport | 0 – 9 | Barbarians |  |

| Exeter 2 aprile 1907 | Exeter | 3 – 18 | Barbarians |  |

| Cardiff 26 dicembre 1907 | Cardiff RFC | 11 – 5 | Barbarians | Arms Park |

| Newport 27 dicembre 1907 | Newport RFC | 12 – 0 | Barbarians | (Rodney Parade) |

## Campionati nazionali
| Argentina            | Camp. di Buenos Aires   | Belgrano Athletic Club |
| Francia              | Campionato              | Stade bordelais        |
| Inghilterra          | Campionato delle contee | Durham e Devon         |
| Nuovo Galles del Sud | Shute Shield            | Glebe                  |
| Nuova Zelanda        | Ranfurly Shield         | Auckland               |